# Athlétisme aux Jeux de l'Asie de l'Est de 2001
Navigation
Édition précédente Édition suivante
Les compétitions d'athlétisme aux Jeux de l'Asie de l'Est de 2001 se sont déroulées à Osaka au Japon.

## Résultats

### Hommes
| Épreuve | Or                                                                  | Or             | Argent                          | Argent                         | Bronze                                          | Bronze                         |
| --- | ------------------------------------------------------------------- | -------------- | ------------------------------- | ------------------------------ | ----------------------------------------------- | ------------------------------ |
| 100 m | Gennadiy Chernovol Kazakhstan                                       | 10 s 28        | Chen Haijian Chine              | 10 s 31                        | Nobuharu Asahara Japon                          | 10 s 44                        |
| 200 m | Shingo Suetsugu Japon                                               | 20 s 34        | Gennadiy Chernovol Kazakhstan   | 20 s 55                        | Tsai Meng-Lin Taipei chinois                    | 20 s 92                        |
| 400 m | Xu Zizhou Chine                                                     | 45 s 25        | Jun Osakada Japon               | 45 s 47                        | Ryuji Muraki Japon                              | 46 s 17                        |
| 800 m | Mihail Kolganov Kazakhstan                                          | 1 min 49 s 00  | Lee Jae-Hun Corée du Sud        | 1 min 49 s 18                  | Hiroshi Sasano Japon                            | 1 min 49 s 39                  |
| 1 500 m | Mihail Kolganov Kazakhstan                                          | 3 min 46 s 43  | Lee Duhaeng Corée du Sud        | 3 min 49 s 63                  | Junji Konomi Japon                              | 3 min 51 s 13                  |
| 5 000 m | Toshinari Takaoka Japon                                             | 13 min 56 s 23 | Tomohiro Seto Japon             | 14 min 08 s 53                 | Wu Wen-Chien Taipei chinois                     | 14 min 15 s 50                 |
| 10 000 m | Katsuhiko Hanada Japon                                              | 28 min 42 s 19 | Takeshi Hamano Japon            | 28 min 50 s 20                 | Cho Keun-Hyung Corée du Sud                     | 29 min 33 s 23                 |
| 110 m haies | Liu Xiang Chine                                                     | 13 s 42        | Chen Yanhao Chine               | 13 s 47                        | Satoru Tanigawa Japon                           | 13 s 98                        |
| 400 m haies | Chen Tien-Wen Taipei chinois                                        | 49 s 18        | Dai Tamesue Japon               | 49 s 28                        | Tan Chunhua Chine                               | 49 s 42                        |
| 3000 m steeple | Yasunori Uchitomi Japon                                             | 8 min 33 s 98  | Wataru Izumi Japon              | 8 min 36 s 48                  | Wu Wen-Chien Taipei chinois                     | 8 min 44 s 15                  |
| 4 × 100 m | Japon Shingo Kawabata Akihiro Yasui Shingo Suetsugu Hideki Ishizuka | 38 s 93        | Chine                           | 39 s 29                        | Hong Kong                                       | 40 s 13                        |
| 4 × 400 m | Japon Mitsuhiro Sato Jun Osakada Dai Tamesue Ryuji Muraki           | 3 min 03 s 74  | Pas d'autre médaille attribuée  | Pas d'autre médaille attribuée | Pas d'autre médaille attribuée                  | Pas d'autre médaille attribuée |
| Semi-marathon | Kazuo Ietani Japon                                                  | 1 h 04 min 49  | Lee Eui-Soo Corée du Sud        | 1 h 08 min 24                  | Chai Jiahua Chine                               | 1 h 09 min 47                  |
| 20 km marche | Li Zewen Chine                                                      | 1 h 24 min 10  | Satoshi Yanagisawa Japon        | 1 h 24 min 26                  | Sergey Korepanov Kazakhstan                     | 1 h 24 min 41                  |
| Saut en hauteur | Lee Jin-Taek Corée du Sud                                           | 2,23 m         | Takahisa Yoshida Japon          | 2,20 m                         | Yuriy Pakhlyayev Kazakhstan Wang Zhouzhou Chine | 2,15 m                         |
| Saut à la perche | Manabu Yokoyama Japon                                               | 5,60 m         | Xu Gang Chine                   | 5,20 m                         | Satoru Yasuda Japon                             | 5,20 m                         |
| Saut en longueur | Wang Cheng Chine                                                    | 8,07 m         | Masaki Morinaga Japon           | 8,02 m                         | Huang Le Chine                                  | 7,77 m                         |
| Triple saut | Gu Junjie Chine                                                     | 16,56 m        | Takanori Sugibayashi Japon      | 16,45 m                        | Sergey Arzamasov Kazakhstan                     | 16,13 m                        |
| Lancer du poids | Liu Hao Chine                                                       | 18,70 m        | Wen Jili Chine                  | 18,50 m                        | Kim Jae-Il Corée du Sud                         | 17,43 m                        |
| Lancer du disque | Li Shaojie Chine                                                    | 60,08 m        | Chang Ming-Huang Taipei chinois | 55,88 m                        | Dashdendev Makhashiri Mongolie                  | 55,74 m                        |
| Lancer du marteau | Koji Murofushi Japon                                                | 79,68 m        | Ye Kuigang Chine                | 72,17 m                        | Wataru Ebihara Japon                            | 68,55 m                        |
| Lancer du javelot | Li Rongxiang Chine                                                  | 81,55 m        | Yukifumi Murakami Japon         | 76,36 m                        | Park Jae-Myong Corée du Sud                     | 71,44 m                        |
| Décathlon | Dmitriy Karpov Kazakhstan                                           | 7567 pts       | Ivan Yarkin Kazakhstan          | 7536 pts                       | Hitoshi Maruono Japon                           | 7416 pts                       |
| Records et Performances - AR : Record continental (area record) - CR : Record des championnats (championship record) - MR : Record du meeting (meet record) - NR : Record national (national record) - OR : Record olympique (olympic record) - PR : Record paralympique (paralympic record) - PB : Record personnel (personal best) - SB : Meilleure performance personnelle de la saison (season's best) - WL : Meilleure performance mondiale de l'année (world leader) - WJR : Record du monde junior (world junior record) - WR : Record du monde (world record) Circonstances et Conditions - DNF : N'a pas terminé (did not finish) - DNS : N'a pas pris le départ (did not start) - DQ : Disqualification (disqualification) - NM : Aucun essai valable enregistré (No Mark) - Q : Qualifié « directement » au prochain tour (ou à la prochaine compétition), lors d'une compétition majeure, grâce au classement ou à la réalisation des minima (automatic qualifier) - q : Qualifié au prochain tour (ou à la prochaine compétition), lors d'une compétition majeure, grâce au repêchage ou à la réalisation de l'une des meilleures performances parmi celles des « non qualifiés directement » (grâce au meilleur temps ou à la meilleure distance par exemple) (secondary qualifier) |                                                                     |                |                                 |                                |                                                 |                                |

### Femmes
| Épreuve | Or                                                   | Or             | Argent                                                          | Argent           | Bronze                              | Bronze                              |
| --- | ---------------------------------------------------- | -------------- | --------------------------------------------------------------- | ---------------- | ----------------------------------- | ----------------------------------- |
| 100 m | Zeng Xiujun Chine                                    | 11 s 48        | Li Xuemei Chine                                                 | 11 s 58          | Viktoriya Koviyreva Kazakhstan      | 11 s 71                             |
| 200 m | Liu Xiaomei Chine                                    | 22 s 87        | Yan Jiankui Chine                                               | 23 s 39          | Motoko Arai Japon                   | 23 s 69                             |
| 400 m | Bu Fanfang Chine                                     | 52 s 31        | Svetlana Bodritskaya Kazakhstan                                 | 52 s 39          | Kazue Kakinuma Japon                | 52 s 95 NR                          |
| 800 m | Wang Yuanping Chine                                  | 2 min 03 s 21  | Miki Nishimura Japon                                            | 2 min 03 s 43    | Reina Sasaki Japon                  | 2 min 08 s 98                       |
| 1 500 m | Li Jingnan Chine                                     | 4 min 12 s 13  | Ikuko Tamura Japon                                              | 4 min 16 s 09    | Lan Lixin Chine                     | 4 min 21 s 81                       |
| 5 000 m | Dong Yanmei Chine                                    | 15 min 32 s 71 | Li Ji (en) Chine                                                | 15 min 44 s 51   | Mari Ozaki Japon                    | 15 min 47 s 02                      |
| 10 000 m | Dong Yanmei Chine                                    | 32 min 30 s 35 | Ikumi Nagayama Japon                                            | 32 min 36 s 15   | Yoshiko Fujinaga Japon              | 32 min 47 s 21                      |
| 100 m haies | Feng Yun Chine                                       | 13 s 12        | Su Yiping Chine                                                 | 13 s 33          | Kumiko Ikeda Japon                  | 13 s 48 PB                          |
| 400 m haies | Li Yulian Chine                                      | 56 s 43        | Song Yinglan Chine                                              | 56 s 94          | Makiko Yoshida Japon                | 57 s 33 NR                          |
| 4 × 100 m | Chine Zeng Xiujun Liu Xiaomei Qin Wangping Li Xuemei | 44 s 08        | Japon                                                           | 44 s 24          | Seulement deux médailles attribuées | Seulement deux médailles attribuées |
| 4 × 400 m | Chine Yan Jiankui Li Yulian Chen Yuxiang Bu Fanfang  | 3 min 30 s 51  | Japon Miho Sugimori Kazue Kakinuma Sakie Nobuoka Makiko Yoshida | 3 min 33 s 06 NR | Corée du Sud                        | 3 min 50 s 89                       |
| Semi-marathon | Mizuki Noguchi Japon                                 | 1 h 11 min 18  | Takako Kotorida Japon                                           | 1 h 13 min 31    | Wei Yanan Chine                     | 1 h 13 min 53                       |
| 20 km marche | Liu Hongyu Chine                                     | 1 h 32 min 06  | Maya Sazonova Kazakhstan                                        | 1 h 32 min 31    | Wang Yan Chine                      | 1 h 35 min 36                       |
| Saut en hauteur | Miki Imai Japon                                      | 1,92 m         | Svetlana Zalevskaya Kazakhstan                                  | 1,90 m           | Lu Jieming Chine                    | 1,80 m                              |
| Saut à la perche | Gao Shuying Chine                                    | 4,20 m         | Takayo Kondo Japon                                              | 4,05 m           | Zhang Na Chine                      | 4,05 m                              |
| Saut en longueur | Guan Yingnan Chine                                   | 6,61 m         | Kumiko Ikeda Japon                                              | 6,52 m PB        | Maho Hanaoka Japon                  | w 6,38 m                            |
| Triple saut | Ren Ruiping Chine                                    | 13,80 m        | Maho Hanaoka Japon                                              | 13,51 m          | Yelena Parfenova Kazakhstan         | 13,20 m                             |
| Lancer du poids | Cheng Xiaoyan Chine                                  | 18,47 m        | Lee Myung-Sun Corée du Sud                                      | 18,07 m          | Iolanta Ulyeva Kazakhstan           | 16,92 m                             |
| Lancer du disque | Li Qiumei Chine                                      | 60,99 m        | Miyoko Nakanishi Japon                                          | 55,28 m          | Yuka Murofushi Japon                | 50,87 m                             |
| Lancer du marteau | Zhao Wei Chine                                       | 63,98 m        | Liu Yinghui Chine                                               | 63,12 m          | Masumi Aya Japon                    | 60,27 m                             |
| Lancer du javelot | Wei Jianhua Chine                                    | 61,10 m        | Takako Miyake Japon                                             | 56,61 m          | Zhang Li Chine                      | 55,13 m                             |
| Heptathlon | Svetlana Kazanina Kazakhstan                         | 6078 pts       | Sayoko Sato Japon                                               | 5597 pts         | Seulement deux médailles attribuées | Seulement deux médailles attribuées |
| Records et Performances - AR : Record continental (area record) - CR : Record des championnats (championship record) - MR : Record du meeting (meet record) - NR : Record national (national record) - OR : Record olympique (olympic record) - PR : Record paralympique (paralympic record) - PB : Record personnel (personal best) - SB : Meilleure performance personnelle de la saison (season's best) - WL : Meilleure performance mondiale de l'année (world leader) - WJR : Record du monde junior (world junior record) - WR : Record du monde (world record) Circonstances et Conditions - DNF : N'a pas terminé (did not finish) - DNS : N'a pas pris le départ (did not start) - DQ : Disqualification (disqualification) - NM : Aucun essai valable enregistré (No Mark) - Q : Qualifié « directement » au prochain tour (ou à la prochaine compétition), lors d'une compétition majeure, grâce au classement ou à la réalisation des minima (automatic qualifier) - q : Qualifié au prochain tour (ou à la prochaine compétition), lors d'une compétition majeure, grâce au repêchage ou à la réalisation de l'une des meilleures performances parmi celles des « non qualifiés directement » (grâce au meilleur temps ou à la meilleure distance par exemple) (secondary qualifier) |                                                      |                |                                                                 |                  |                                     |                                     |

## Tableau des médailles
| Rang  | Nation         | Or | Argent | Bronze | Total |
| ----- | -------------- | -- | ------ | ------ | ----- |
| 1     | Chine          | 27 | 12     | 10     | 49    |
| 2     | Japon          | 11 | 22     | 18     | 51    |
| 3     | Kazakhstan     | 5  | 5      | 6      | 16    |
| 4     | Corée du Sud   | 1  | 4      | 4      | 9     |
| 5     | Taipei chinois | 1  | 1      | 3      | 5     |
| 6     | Hong Kong      | 0  | 0      | 1      | 1     |
| 7     | Mongolie       | 0  | 0      | 1      | 1     |
| Total | Total          | 45 | 44     | 43     | 132   |